# Duma, Călărași
Duma este un sat din comuna Dereneu, raionul Călărași, Republica Moldova.